# Amy Pietz
Amy Pietz (* 6. März 1969 in Milwaukee, Wisconsin) ist eine US-amerikanische Schauspielerin. 

## Leben
Amy Pietz wuchs in Milwaukee auf. Sie studierte am Wisconsin Conservatory of Music und an der DePaul University in Chicago. Sie ist Mitbegründerin der Eclipse Theater Company in Chicago. Sie spielte unter anderem die Annie Viola Spadaro in der Fernsehserie Caroline in the City und wurde 1999 für den Screen Actors Guild Award nominiert. Beim North Carolina Azalea Festival 2007 in Wilmington (North Carolina) wurde sie zur „Festival Queen“ gekürt. Neben Caroline in the City spielte sie in diversen Fernsehserien mit. Größere Rollen hatte sie in Rodney und Aliens in America.
1992 brachte sie einen Sohn zur Welt, der später zur Adoption freigegeben wurde. Sie ist seit Mai 1997 mit dem Schauspieler Kenneth Alan Williams verheiratet und hat mit diesem einen gemeinsamen Sohn.

## Filmografie (Auswahl)
- 1993: Touchdown – Sein Ziel ist der Sieg (Rudy)
- 1994: Raumschiff Enterprise: Das nächste Jahrhundert (Star Trek: The Next Generation, Fernsehserie, Folge 7x22)
- 1995–2000: Caroline in the City (Fernsehserie, 97 Folgen)
- 1996: Versprochen ist versprochen (Jingle All the Way)
- 1997: Tödliche Lügen (All Lies End in Murder, Fernsehfilm)
- 1997: Stunden der Gewalt (Every 9 Seconds, Fernsehfilm)
- 2002: Ally McBeal (Fernsehserie, zwei Folgen)
- 2003: Emergency Room (ER, Fernsehserie, Folge 10x10)
- 2004: Keine halben Sachen 2 – Jetzt erst recht! (The Whole Ten Yards)
- 2004–2008: Rodney (Fernsehserie, 44 Folgen)
- 2007–2008: Aliens in America (Fernsehserie, 18 Folgen)
- 2008: Ghost Whisperer – Stimmen aus dem Jenseits (Ghost Whisperer, Fernsehserie, Folge 4x5)
- 2010: Desperate Housewives (Fernsehserie, 1 Folge)
- 2010: The Office (US-amerikanische Fernsehserie) (Fernsehserie, 4 Folgen)
- 2011: The Nine Lives of Chloe King (Fernsehserie, 10 Folgen)
- 2012: Der Feind in meinem Bett – Sag Kein Wort! (Stalked at 17, Fernsehfilm)
- 2013: Deadly Spa – Das tödliche Paradies (Zephyr Springs)
- 2014: The Pact 2
- 2015: Stalker leben gefährlich (Stalked by My Neighbor)
- 2016: Halfway
- 2016–2017: No Tomorrow (Fernsehserie, 13 Folgen)
- 2017: The Year of Spectacular Men
- 2017: Hit the Road (Fernsehserie, 9 Folgen)
- 2019: Animal Kingdom (Fernsehserie, 3 Folgen)
- 2019: Modern Family (Fernsehserie, 3 Folgen)
- 2020: Hooking Up
- 2022: Chicago Med (Fernsehserie, Folge 7x21)
- 2022: Love, Victor (Fernsehserie, 2 Folgen)
- 2022: Der Denver-Clan (Dynasty, Fernsehserie, Folge 5x19)
- 2022: The Sex Lives of College Girls (Fernsehserie, Folge 2x10)
- 2023: Wolf Pack (Fernsehserie, 8 Folgen)
- 2024: Criminal Minds (Fernsehserie, Episode 17x02)